# Fenestraja ishiyamai
Fenestraja ishiyamai is een vissensoort uit de familie van de Gurgesiellidae. De wetenschappelijke naam van de soort is voor het eerst geldig gepubliceerd in 1962 door Bigelow & Schroeder.